# Stefan Chosłowski
Stefan Stanisław Seweryn Chosłowski (ur. 9 maja 1889 w Czarnym Sadzie, zm. 17 października 1954 w Gnieźnie) – major Wojska Polskiego, powstaniec wielkopolski, uczestnik wojny polsko-bolszewickiej i wojny obronnej 1939 r., kawaler Orderu Virtuti Militari.

## Życiorys
Urodził się w rodzinie ziemiańskiej Stanisława i Lucyny z Chrzanowskich. Ukończył gimnazjum humanistyczne w Krotoszynie i studia rolnicze na uniwersytetach w Lipsku, Monachium i Berlinie. Jako poddany pruski został zmobilizowany do armii niemieckiej. Brał udział w I wojnie światowej, uczestnicząc w walkach na froncie zachodnim m.in. pod Verdun, gdzie na początku 1917 r. został ranny. W wojsku niemieckim awansowano go na stopień podporucznika.
Po demobilizacji wrócił do Wielkopolski i włączył się do powstania wielkopolskiego. Uczestniczył w opanowaniu Śremu oraz przejmowaniu niemieckich koszar i magazynów. Od początku 1919 r. organizował powstańczy batalion w Śremie i został jego dowódcą. Na jego czele walczył m.in. pod Strzyżewem, Zbąszyniem i Rawiczem. W maju 1919 r. awansowany na stopień podporucznika Wojska Polskiego.
W wojnie polsko-bolszewickiej brał udział m.in. jako dowódca 69 pułku piechoty. 15 lipca 1920 r. zweryfikowany w stopniu majora, a w 1922 r. przeniesiony do rezerwy.
W okresie międzywojennym działał m.in. w Związku Powstańców i Wojaków, a zawodowo był wicedyrektorem Towarzystwa Ubezpieczeń „Snop”.
We wrześniu 1939 r. walczył jako dowódca batalionu wartowniczego nr 73 w ramach 25 Dywizji Piechoty. Dostał się do niemieckiej niewoli i resztę wojny spędził w obozie jenieckim w Woldenbergu.
Od 28 kwietnia 1917 r. był mężem Ireny z Chrzanowskich, z którą miał córkę Zofię.
Po uwolnieniu zamieszkał z rodziną w Gnieźnie. Był szykanowany przez władze komunistyczne i miał trudności ze znalezieniem pracy. 

## Ordery i odznaczenia
- Krzyż Srebrny Orderu Wojskowego Virtuti Militari nr 4720[3] (1922)[4]
- Krzyż Niepodległości (20 lipca 1932)[5]
- Krzyż Walecznych trzykrotnie (po raz pierwszy w 1921)[6]
- Złoty Krzyż Zasługi (22 grudnia 1928)[7]
- Medal Pamiątkowy za Wojnę 1918–1921[8]

## Upamiętnienie
27 grudnia 2019 roku podczas obchodów 101. rocznicy wybuchu Powstania Wielkopolskiego mostowi nad kanałem ulgi przy wjeździe do Śremu od strony Poznania nadano imię mjr. Stefana Chosłowskiego.
18 lipca 2025 minister obrony narodowej nadał 124 Batalionowi Lekkiej Piechoty 12 Wielkopolskiej Brygady Obrony Terytorialnej imię mjr. Stefana Chosłowskiego.